# Shaker Heights, Ohio
Shaker Heights là một thành phố thuộc quận Cuyahoga, tiểu bang Ohio, Hoa Kỳ. Năm 2010, dân số của thành phố này là 28448 người.

## Dân số
- Dân số năm 2000: 29405 người.
- Dân số năm 2010: 28448 người.